# 1ドル硬貨 (オーストラリア)
オーストラリア1ドル硬貨（オーストラリア1ドルこうか、$1）は、オーストラリア国内で流通する硬貨。1オーストラリアドルと同等の価値があり、これまでアルミニウム青銅の金属で鋳造されている。1984年に旧1ドル紙幣に代わり登場されており、オーストラリア国内の硬貨の中でも2ドル硬貨に次ぐ、額面の大きな通貨単位である。表面には「女王エリザベス2世」の肖像が、裏面には「1 DOLLAR」と「五つのカンガルー」の図案がデザインされている。

## 参考
- Ian W. Pitt, ed (2000年). Renniks Australian Coin and Banknote Values (19 ed.). Chippendale, N.S.W.: Renniks Publications. ISBN 0-9585574-4-6